# Bataille d'Agosta
Pour les articles homonymes, voir Agosta.
Guerre de Hollande
Batailles
- Groenlo (06-1672)
- Solebay (06-1672)
- Zutphen (06-1672) (nl)
- Coevorden (06-1672)
- Nimègue(07-1672)
- Groningue (07-1672)
- Saint-Lothain (02-1673)
- Schooneveld (1re) (06-1673)
- Maastricht (06-1673)
- Schooneveld (2de) (06-1673)
- Texel (08-1673)
- Bonn (11-1673)
- Arcey (01-1674)
- Pesmes (02-1674)
- Gray (02-1674)
- Scey-sur-Saône (03-1674)
- Chariez (03-1674)
- Vesoul (03-1674)
- Arbois (03-1674)
- Orgelet (03-1674)
- Besançon (04-1674)
- Dole (05-1674)
- Sinsheim (06-1674)
- Salins (06-1674)
- Belle-Île (06-1674)
- Lure (07-1674)
- Faucogney (07-1674)
- Sainte-Anne (07-1674)
- Fort-Royal (07-1674)
- Seneffe (08-1674)
- Entzheim (10-1674)
- Mulhouse (12-1674)
- Turckheim (01-1675)
- Stromboli (02-1675)
- Fehrbellin (06-1675)
- Salzbach (07-1675)
- Consarbrück (08-1675)
- Altenheim (08-1675)
- Alicudi (01-1676)
- Agosta (04-1676)
- Philippsburg (05-1676)
- Palerme (06-1676)
- Maastricht (07-1676)
- Valenciennes (11-1676)
- Tobago (03-1677)
- Saint-Omer (03-1677)
- Cambrai (03-1677)
- La Peene (Cassel) (04-1677)
- Ypres (03-1678)
- Rheinfelden (07-1678)
- Saint-Denis (08-1678)

La bataille d'Agosta est une bataille navale qui a lieu le 22 avril 1676, à proximité d'Agosta, au large des côtes siciliennes. Elle oppose, dans le cadre de la guerre de Hollande, une flotte française commandée par Abraham Duquesne à une flotte combinée, espagnole et hollandaise, commandée par don Francisco de la Cerda et Michiel de Ruyter. Elle est connue aussi sous les noms de bataille du Mont-Gibel et bataille de Famagouste. Le port d'Agosta, connu actuellement comme Augusta, est situé à une vingtaine de kilomètres au nord de Syracuse, sur la côte est de la Sicile.

## Contexte
Pendant la guerre entre la France et la Hollande (1672-1678), la ville de Messine se révolte contre les Espagnols. Soumise à un blocus, elle appelle à son secours le roi de France. Celui-ci accepte la demande et envoie une flotte sur les côtes de Sicile, en 1674 avec Valbelle, en 1675 avec Abraham Duquesne et en 1676 sous le commandement du duc de Vivonne. L'escadre bleue est alors commandée par Duquesne, la blanche et bleue par le chef d'escadre de Preuilly-d'Humières.
Le ravitaillement des révoltés doit être assuré par des convois, surtout de blé. Le premier convoi avec Jean Baptiste de Valbelle se présente le 29 septembre avec 6 navires de guerre, 3 brulots et 2 transport de vivres qui réussissent à entrer dans le port de Messine en dépit du tir d’artillerie depuis le fort espagnol de San Salvador, qui se trouve sur la jetée du port, face à l’extérieur. Messine avec une population d’environ 100 000 personnes, a besoin de grandes quantités d’aliments, subissant un blocus terrestre et naval des Espagnols.
Les Espagnols depuis leurs bases en Calabre, saisissent de nombreux navires chargés de ravitailler la ville, qui est constamment soumise à des incursions et bombardements des Espagnols.
Les Français une fois à terre commencent à mettre sous blocus le fort de San Salvador, des tranchées sont creusées et des batteries mises en place. Les Français réussiront à prendre une embarcation avec des vivres et munitions pour le fort, réduisant la capacité de défense de celui-ci. Le 8 octobre le fort de San Salvador se rendra, faute de poudre.
En Espagne, une escadre réunie à Barcelone se prépare pour partir vers le Roussillon, ordre lui est donné de partir vers la Sicile avec 21 navires de guerre aux ordres de Melchior de la Cueva, plusieurs galères aux ordres celles d’Espagne du marquis Del Viso (es), Enrique de Benavides de la Cueva y Bazán, celles de Gènes de Felipe Doria, celles de Naples du prince de Piombino Giovan Battista Ludovisi (en) et celles de Sicile aux ordres du prince de Montesarchio, Andrea d'Avalos (it).
Le 10 octobre les Espagnols se présentent devant le Phare, nom qui désigne le détroit de Messine. Devant le port de Messine (en), les Espagnols effectuent un bombardement, devant renoncer à lancer leurs brûlots à cause du vent contraire. Les navires français restant à l’abri du port, les Espagnols se dirigent vers Milazzo.
Après quatre jours d’attente, les navires français quittent le port et se dirigent vers la France. Depuis la côte de la Calabre, les Espagnols envoient des navires patrouiller devant Messine, empêchant l’arrivée de vivres à Messine, effectuant de temps en temps des débarquements pour lancer des coups de main contre les forces de Messine.
Une épidémie se déclare à Messine, la population étant affaiblie par la famine, et chez les Espagnols une autre épidémie[Laquelle ?] cause 400 morts entre les équipages des navires. Le 24 décembre des renforts arrivent d’Espagne.
Petit à petit, les Espagnols resserrent le blocus autour de la ville, ils capturent plusieurs forts autour de la ville, la tour du Phare à la pointe nord de l’ile, la Lanterne de Messine tombent en leur pouvoir. Puis avec l’appui de navires et galères ils prennent le Paraiso, Salvatori dei Greci, le monastère qui domine la ville, le fortin de San Francesco de Paula, le couvent de Santa Maria di Gesù, équipant ces endroits avec l’artillerie des navires, ce qui aura certaines conséquences lors des combats navals suivants. Depuis Milazzo jusqu’aux îles de Lipari, Jacinto Lopez Gijon croise avec 5 navires. Au sud du détroit de Messine, naviguent 19 navires aux ordres de Melchior de la Cueva. Entre les deux lignes espagnoles, leurs galères font la jonction.
Avisé du départ d’une escadre française de Toulon, le marquis Del Viso décide d’attaquer la ville avant l’arrivée des Français, il donne l’ordre à Lopez Gijon de mettre cap au sud vers Messine, et à Melchior de la Cueva de mettre cap au nord pour se rejoindre devant Messine, pour que le 31 décembre ils puissent attaquer les positions ennemies. Ce jour-là, le mauvais temps empêche l’attaque espagnole contre Messine, les navires de Lopez Gijon menacent de s'abîmer contre la côte, ceux de Melchior de la Cueva — luttant contre le vent — ne peuvent le remonter, finalement deux galères espagnoles iront à la côte.
Peu après, le 1er janvier, 21 voiles font leur apparition par le nord, c’est le chevalier de Valbelle avec 7 navires de guerre, 3 brulots, et 11 transports. Tous les efforts des Espagnols pour se placer en position favorable pour intercepter les Français échouent à cause du mauvais temps, qui par contre favorisera les Français, les navires espagnols incapables de remonter le détroit, les Français réussissent à entrer dans le port de Messine plusieurs navires. Au cours de l’action, les Espagnols perdent un navire à cause du courant. Les Espagnols essaieront d’envoyer deux brûlots camouflés comme des navires français, mais l’astuce ne prendra pas.
Les Espagnols prendront en dépit de la mauvaise mer un navire chargé de blé. Le mauvais temps empêchera une attaque espagnole malgré les énormes efforts des équipages pour se maintenir face à Messine, de nombreux navires perdront une partie de leurs voiles et mats. Seules les galères espagnoles croisent devant le port de Messine.
Puis les Français envoient un troisième convoi, aux ordres du duc de Vivonne avec 22 navires de guerre et de nombreux transports. Avertis par leurs espions, les Espagnols se préparent à l’intercepter. Melchior de la Cueva se tient avec 6 navires en dehors du détroit, le 11 février de bon matin, il aperçoit les navires français et se porte à leur rencontre.
Trois heures de duel d’artillerie s’ensuivent, ce qui permet à d’autres navires espagnols de s’unir à la bataille, étant remorqués par les galères. 14 navires espagnols réussissent à faire reculer l’escadre française. Le vent ayant tourné, Valbelle réussit à sortir de Messine et se dirige vers le nord, prenant à revers les navires espagnols. Le combat durera jusqu’au coucher du soleil, les adversaires se retirent, les Français retournant à Messine. Les Espagnols perdent le galion la Madonna del Popolo, qui déjà avant le combat était à court de poudre et d’hommes. Les navires espagnols n’avaient pas toute leur artillerie à bord, de nombreux canons avaient été débarqués pour garnir les forts à terre, ainsi que de nombreux marins n’avaient pas été remplacés à la suite des maladies, par exemple le navire de Melchior de la Cueva avait 80 hommes en moins.
Le lendemain, les navires espagnols, sans les galères qui naviguent entre Milazzo et Palerme, se rendent à Palerme pour effectuer des réparations et se pourvoir de poudre. Occasion dont les Français profiteront pour faire rentrer des vivres à Messine.
Le 25 mai 1675, plusieurs navires français entrent dans le port, puis le 2 juin ce sont 24 galères qui entrent, subissant les tirs de l’artillerie espagnole depuis le fort de San Placido. Avec cette force, Vivonne décide de prendre Milazzo, avec une action combinée de l’infanterie et des navires.

Il envoie dans un premier temps 5 000 soldats et 400 chevaliers aux ordres du marquis de Valavoire, appuyé par des galères aux ordres de Valbelle. L’opération sera un échec, les Espagnols repoussant les attaquants.
Peu après Vivonne se rend avec 36 navires de guerre, 24 galères et plusieurs autres navires légers dans le golfe de Naples, pour essayer d’attaquer les navires espagnols qui s’y trouvent. L’opération échoue, ainsi que celle prévue pour interdire l’arrivée de renforts espagnols depuis le golfe de Venise, néanmoins, Tourville réussira à prendre deux navires de transport espagnols. Le lieutenant général des galères de Naples, Beltran de Guevara réussira à prendre avec 9 galères, face à Messine, la frégate de 24 canons la Gracieuse. Tourville les poursuit, et réussira à mettre le feu à la Gracieuse, en dépit des tirs de l’artillerie espagnole de Reggio, où elle se trouvait.
Le duc de Vivonne décide de s'emparer d'Agosta, centre de ravitaillement espagnol et base intéressante pour surveiller la côte méridionale de Sicile. Il envoie pour ce faire 29 navires de guerre, 24 galères et 12 brulots. La place est capturée le Modèle:Date-12 août 1675.
Le 6 novembre 1675, une force espagnole de plusieurs navires et galères souffre les effets d’une tempête, pas moins de 7 galères finissent sur la côte de Calabre, et un éclair met le feu à un navire, le reste réussit à rentrer soit à Syracuse soit à Milazzo. Puis les navires partiront vers Palerme pour réparer les dégâts.
Des problèmes en Afrique du Nord, le Peñón de Alhucemas en 1673, les places fortes de Ceuta en 1674, Oran en 1675, ce qui les oblige à dévier des ressources vers ces lieux, forcent les autorités espagnoles à chercher une alliance avec les Provinces-Unies.
Les Hollandais décidés à venir en aide à l'ennemi de leur ennemi envoient une flotte en Méditerranée, sous le commandement de l'amiral Ruyter. Dans la lettre du 26 juillet 1675 que le Stathouder adresse à Ruyter, il lui donne l'ordre d'aller trouver :

« … l'armée navale d'Espagne, afin que celle-ci étant jointe à la flotte des États, elles allassent ensemble, avec la bénédiction de Dieu, faire rentrer Messine sous l'obéissance du roi d'Espagne. »

Mais la campagne manque de véritable intérêt pour les Pays-Bas et la flotte hollandaise est faible et mal équipée. Michiel de Ruyter est un adversaire du Stathouder dans la politique interne des Provinces-Unies et c'est à cause de cela que c'est lui qui reçoit l'ordre de commander cette flotte : tous les deux savent que c'est une mission impossible.[réf. nécessaire]
Sur place, le duc de Vivonne décide de s'emparer d'Agosta, centre de ravitaillement espagnol et base intéressante pour surveiller la côte méridionale de Sicile. La place est capturée le 12 août 1675.
L’accord hispano-hollandais stipule l’envoi par les derniers de 18 navires de guerre d'entre 44 et 80 canons, 6 pataches de 10 ou 16 canons, 2 frégates et 6 brulots. 
Le 26 septembre les Hollandais se présentent à Cadix, puis après deux mois d’attente, ils lèvent l’ancre pour Barcelone, d'où ils partent le 29 novembre, en compagnie du galion espagnol Nuesta Señora del Rosario de 50 canons aux ordres de Mateo de Laya. Le 23 décembre ils sont devant Milazzo, ayant été obligés à cause d’une tempête à séjourner en Sardaigne. Une partie des navires hollandais ira à Palerme pour réparations.
Le 6 janvier 1676 une partie des navires hollandais, le galion espagnol Nuestra Señora del Rosario, et plusieurs galères attaquent dans le détroit, en coopération avec l’infanterie, le fort d’Ibiso qui se rend après trois heures de combat.
Le 7 janvier, 30 voiles françaises font leur apparition près des iles de Lipari, avec le vent à leur faveur. C’est l’escadre de Duquesne, avec à l’avant-garde Preuilly d'Humieres, et à l’arrière-garde, Jean Gabaret.
La flotte alliée se divise en trois corps, l’avant-garde avec Verschoor, le centre avec Ruyter, l’arrière-garde avec Jan den Haen. Celui-ci n’aura pas une attitude coopérative avec les Espagnols, contredisant les ordres reçus, la relation entre Ruyter et Haen n'est pas des meilleures, Den Haen se sent injustement traité ce qui causera certains problèmes aux alliés.
Le 8 janvier, vers 10 heures le duel d’artillerie commence, et après trois heures de duel, les Français envoient un brûlot contre le navire de Ruyter, qui le repousse, ainsi que deux autres brûlots.
À la tombée de la nuit les galères espagnoles s’unissent à l’escadre alliée. Elles prendront en remorque les navires touchés.
L’amiral hollandais Verschoor trouvera la mort au cours du combat. Les deux adversaires ayant souffert du combat, ils passeront la nuit à réparer les navires.
Les jours suivants, douze navires aux ordres du marquis d'Almeras se joignent à Duquesne depuis Messine, et neuf navires du prince de Montesarchio se joignent à l’escadre alliée.
Les officiers alliés réunis en conseil décident de ne pas reprendre le combat, comptant sur le prochain départ de navires français pour aller chercher du ravitaillement en France, ce qui affaiblira les forces françaises présentes, et sur le manque de poudre à bord des navires, à la fois que les officiers français décident aussi ne pas reprendre la bataille, devant le manque de munitions, pas plus de six heures de poudre, ce qui les mettrait en fort mauvaise posture. Ils décident donc de contourner l’île et rentrer à Messine par le sud, évitant ainsi les navires alliés.
Au cours du trajet, devant Syracuse, les galères espagnoles aux ordres du marquis de Orani, Isidoro de Silva y Mendoza, réussissent à reprendre le galion la Madonna del Popolo, capturé par les Français le 11 février 1675.
Peu de jours après, l’escadre hollandaise décide de se retirer, en vertu de l’accord, et met cap vers Naples. Étant près de Liorna, Ruyter reçoit l’ordre de continuer la coopération avec les Espagnols, et retourne vers Milazzo où il se présente le 20 mars. Le lendemain a lieu une réunion à bord du navire Nuestra Señora del Pilar où il est décidé d’attaquer Messine depuis la mer et l’intérieur, avec 3 000 soldats d’infanterie et 600 chevaliers, les Espagnols voulant profiter du mécontentement de la population de Messine envers les Français, pour s’appuyer sur une révolte populaire.
L’attaque commence de l’intérieur, les galères faisant feu d’appui, les soldats espagnols avancent par San Salvatore dei Greci au nord de la ville, prenant de nombreuses positions françaises. Au cours des combats, le comte de Buquay, chef de l’infanterie espagnole meurt ; privée de son chef, l’infanterie espagnole cède et finit par se retirer.
Devant ces faits, la flotte alliée change de plan et se dirige vers Agusta, pénétrant dans le port, bombardant les positions françaises, et brulant plusieurs navires.

## Le combat
Au matin du 22 avril, la flotte française, qui a quitté Messine et fait voile vers le sud, est à 6 lieues (30 km) d'Agosta. Le vent souffle du nord-ouest, la mer est très calme. L'intention de Duquesne est d'y mouiller pour se ravitailler en munitions.
La flotte alliée est signalée au sud. Les deux flottes commencent à former leur ligne de bataille.
À 11h00, le vent passe au sud puis tombe. À 15h00, une brise légère revient, soufflant du sud-sud-est, donnant l'avantage du vent aux adversaires des Français.
La flotte alliée suit une route qui l'amènera à couper celle suivie par la ligne française. De la sorte, ce sont les avant-gardes qui entament le combat. Rapidement, trois des capitaines français sont hors de combat : d'Alméras et Tambonneau sont tués, Cogolin est gravement blessé ; l'escadre bleue menace de se briser. Mais Valbelle prend le commandement de l'escadre et rétablit les choses.
Pendant ce temps, le centre, espagnol, est resté à distance et les tirs d'artillerie sont de peu d'effet. Le vice-amiral Jan den Haen suit les Espagnols et reste aussi à distance.
Duquesne fait alors signal de forcer de voiles. De la sorte, et fonction de l'apathie apparente de l'amiral espagnol, il pourrait tenter d'assaillir avec le gros de ses navires la seule escadre de Ruyter.
L'amiral hollandais voit le danger et fait masquer ses voiles. De la sorte, la ligne française défile devant les Hollandais. Le Eendracht se retrouve aussi opposé au Saint Esprit de Duquesne, mais aussi à ses deux matelots, Le Sceptre, de Tourville, et Le Saint Michel de Preuilly d'Humières. Les trois navires français ont très peu souffert du combat, le Hollandais vient de combattre durement l'avant-garde française. Peu de temps après, Ruyter est gravement blessé, son navire sort de la ligne mais involontairement semble-t-il. Callenburg le ramène au combat.
Les navires espagnols et hollandais du vice-amiral den Haen se sont rapprochés mais sans être aussi près que les navires de Ruyter. Seuls les trois derniers hollandais se sont mis à portée de pistolet, au point que les capitaines français peuvent les héler, les défiant de tenter l'abordage.
Le combat d'artillerie continue jusqu'au soir. Pour conserver la ligne de bataille, les flottes se retrouvent à s'éloigner l'une de l'autre, les Français dérivant sous le vent. Les alliés cherchent à rester au vent, aidés par les galères qui prennent en remorques les vaisseaux les plus dégréés.
La nuit se passe à réparer. Au matin du 23, la mer a fraichi, les remorquages deviennent difficile. Les alliés mettent le cap sur Syracuse, ce n'est que le 25 que Duquesne peut se présenter devant ce port. Les alliés ne sortent pas et les Français retournent à Messine le 29, sur ordre de Vivonne, vice-roi de Sicile.

## Suites du combat
Les Français perdent leur plus redoutable adversaire. Ruyter décède des suites de ses blessures le 29 avril 1676, à Syracuse. Qualifié d'« homme qui faisait honneur à l'humanité » par le Roi-Soleil, nommé Duc de Ruyter et fait Grand d'Espagne à titre posthume, ses restes seront ramenés en Hollande.
Les flottes espagnoles et hollandaises regagnent la rade de Palerme, où elles seront défaites le 2 juin de la même année, à la bataille de Palerme.

### Sources
- Jean Meyer et Martine Acerra, Histoire de la marine française : des origines à nos jours, Rennes, Ouest-France, 1994, 427 p. [détail de l’édition] (ISBN 2-7373-1129-2, BNF 35734655)
- Michel Vergé-Franceschi (dir.), Dictionnaire d'Histoire maritime, éditions Robert Laffont, coll. « Bouquins », 2002
- Guy Le Moing, Les 600 plus grandes batailles navales de l'Histoire, Rennes, Marines Éditions, mai 2011, 620 p. (ISBN 978-2-35743-077-8)
- Maurice Dupont et Étienne Taillemite, Les guerres navales françaises : du Moyen âge à la guerre du Golfe, Paris, SPM, coll. « Kronos » (no 21), 1995, 392 p. (ISBN 978-2-901-95221-3)
- Ch. Chabaud-Arnaud, « Études historiques sur la marine militaire de France », in Revue Maritime et Coloniale, janvier 1889, pages 75 et suivantes [lire en ligne].
- Onésime Troude, Batailles navales de la France, t. 1, Paris, Challamel aîné, 1867-1868, 453 p. (lire en ligne)
- Charles La Roncière, Histoire de la Marine française : La Guerre de Trente Ans, Colbert, t. 5, Paris, Plon, 1920, 822 p. (lire en ligne)

- (en) Cet article est partiellement ou en totalité issu de l’article de Wikipédia en anglais intitulé « Battle of Augusta » (voir la liste des auteurs) (pour la liste des navires).